# Benedictinas celestinas
Las Monjas de la Orden de San Benito - Celestinas (oficialmente en latín: Ordo Sancti Benedicti Coelestinensis), o también Congregación Benedictina Celestina, son una orden religiosa católica monástica femenina de derecho pontificio, fundada por la unión de varios monasterios femeninos a la rama benedictina de Pietro Angeleri di Murrone (luego papa Celestino V) de 1254. A las monjas de este instituto religioso se las conoce como benedictinas celestinas y posponen a sus nombres las siglas O.S.B.Coel.

## Historia

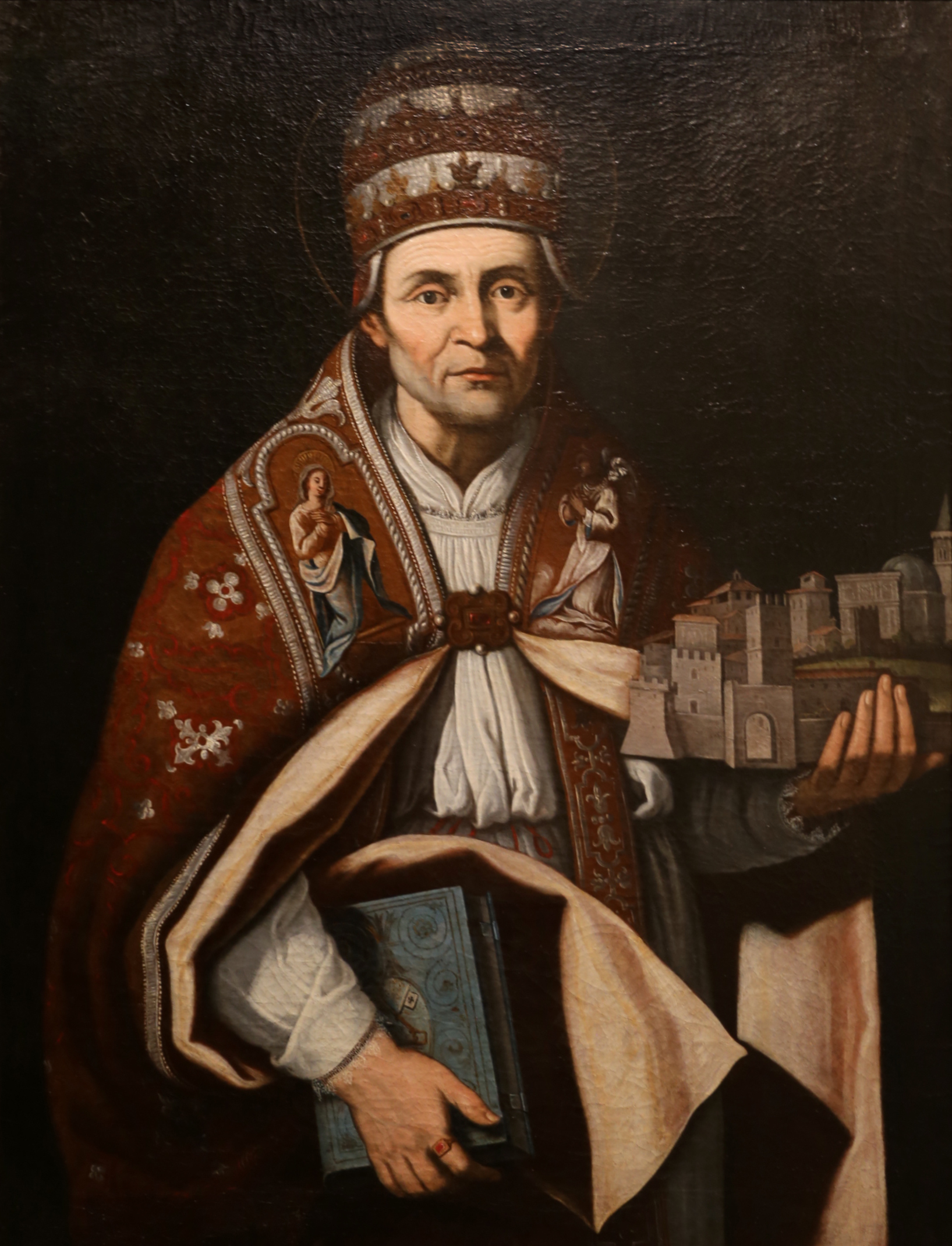
El papa Celestino V (1209-1296) es el fundador de la Orden de los Celestinos, a la cual se adhirieron los monasterios benedictinos que dieron inicio a la rama femenina de la misma.

Pietro Angeleri di Murrone fundó la Congregación benedictina del Espíritu Santo, bajo la Regla de San Benito, con el fin de regresar a la vida contemplativa eremítica. Dicho instituto tomó el nombre de Congregación u Orden de los Celestinos, luego de que su fundador fuera elegido papa y tomara el nombre de Celestino V. En su proyecto, Murrone no contemplaba la fundación de una rama femenina.
Los primeros monasterios celestinos femeninos fueron en realidad la unión de monasterios benedictinos ya constituidos, a la congregación celestina. El máximo florecimiento se presentó en el siglo XVI, cuando se fundan los primeros monasterios propiamente celestinos, llegando a contar con unos 150 en Francia e Italia. Luego de las supresiones de Alemania, por la Reforma Protestante; de Francia, por la Revolución; y de Italia, por la Unificación, la rama masculina desapareció, pero sobrevivieron dos monasterios de la rama femenina, el de San Basilio en L'Aquila y el de San Rugero en Barletta. Desde ellos se inició la restauración de la congregación femenina.

## Organización
Los monasterios de las benedictinas celestinas forman la federación celestina, dentro de la gran Confederación Benedictina, pero cada uno se mantiene independiente. La unión solo tiene como fin la comunión entre las únicas herederas de la Orden fundada por el papa Celestino V, de quien toman el nombre.
La vida contemplativa y el trabajo manual son las actividades principales de las monjas. El distintivo de las mismas en un hábito compuesto por una túnica blanca y velo y escapulario negro.
En 2015, la Orden contaba con unas 36 monjas y unos cinco monasterios, presentes en Italia, Filipinas y República Centroafricana.